# Yezoceryx townesi
Yezoceryx townesi là một loài tò vò trong họ Ichneumonidae.